# Ім. Дмитрієва
Ім. Дмитрієва (рос. Им. Дмитриева) — село Клинського району Московської області, входить до складу міського поселення Високовськ.
Станом на 2010 рік населення становило 24 чоловік. 
Російською – им. Дмитриева.